# Śledziona wędrująca
Śledziona wędrująca (ang. wandering spleen) – określenie rzadkiej wady rozwojowej polegającej na zbyt długiej szypule naczyniowej śledziony, pozwalającej jej na przemieszczenie się w dowolne miejsce jamy brzusznej. Przemieszczenie się śledziony wiąże się z ryzykiem skrętu szypuły i niedokrwienia narządu, a w konsekwencji zawału i martwicy. Objawy wędrującej śledziony mogą wynikać z ucisku innych narządów; są to nieokreślony ból brzucha i objawy podrażnienia otrzewnej w sytuacji skrętu szypuły. Leczenie polega na podwieszeniu i fiksacji narządu na drodze umocowania specjalnej siatki lub sfałdowania więzadeł; martwica śledziony stwarza konieczność jej usunięcia. 